# Emil Alexandrescu
Emil Lucian Alexandrescu (n. 19 noiembrie 1937, Iași, România – d. 4 martie 1992, Iași, România) a fost un inginer român, care a îndeplinit funcția de primar al municipiului Iași între anii 1991-1992. De asemenea, el a fost și deputat al județului Iași în legislatura 1990-1992 pe listele FSN.

## Cariera profesională
Emil Alexandrescu s-a născut la data de 19 noiembrie 1937 în municipiul Iași, într-o familie de muncitori. Toate studiile și le-a efectuat în orașul natal: școala primară, Liceul Energetic, urmând apoi cursurile Facultății de Construcții din cadrul Institutului Politehnic din Iași, unde a obținut diploma de inginer constructor, în anul 1966.
În perioada studenției, Emil Alexandrescu s-a remarcat și ca sportiv de performanță, jucând fotbal ca mijlocaș la echipa de aur a Iașului, Clubul Sportiv Muncitoresc Studențesc (C.S.M.S.) în perioada 1960-1965. S-a remarcat prin dăruire și fair-play, câștigând inimile iubitorilor acestui sport.
După absolvirea studiilor universitare, Emil Alexandrescu a fost angajat ca inginer la Trustul de Construcții Iași (1967-1977). Și-a adus aportul în calitate de inginer la construcțiile de locuințe din cartierul Tătărași, lucrând apoi ca inginer-șef și șef de șantier în toate zonele orașului, precum și ale județului Iași.
Bogata experiență administrativă dobândită, pregătirea profesională și puterea de muncă au determinat promovarea sa în funcția de director al Întreprinderii de Materiale de Construcții (IMC) Iași (1977-1989). A fost un inginer constructor de excepție, reușind să promoveze IMC Iași pe primul loc în ierarhia întreprinderilor din ramura respectivă.

## Primar al municipiului Iași
După alegerile generale din 20 mai 1990, Emil Alexandrescu devine deputat de Iași în primul Parlament ales după Revoluția din decembrie 1989, precum și în Adunarea Constituantă (1990-1991), ca reprezentant al Frontului Salvării Naționale (FSN). În cadrul Parlamentului, a făcut parte din Comisia pentru industrie și servicii și din Comisia pentru cercetarea abuzurilor și pentru petiții.
În iunie 1991, Emil Alexandrescu a fost numit în funcția de primar al municipiului Iași. Într-un interviu acordat la 12 iunie 1991, Emil Alexandrescu își definea planul de activitate: "Pornesc la drum cu două idei mari: să asigur buna funcționare a instituțiilor administrative și să înlătur corupția" . A fost instalat oficial în această funcție la data de 14 iunie 1991.
Emil Alexandrescu a fost ales apoi prin vot democratic ca primar al municipiului Iași, după alegerile locale din 9 și 23 februarie 1992. El a devenit astfel primul primar al Iașului ales în mod democratic după Revoluția din decembrie 1989.
În scurta sa activitate ca deputat și apoi ca primar, el a acordat o atenție deosebită problemelor din sfera culturii. A sprijinit Muzeul Literaturii Române din Iași prin faptul că i-a pus la dispoziție Casa Pogor, s-a preocupat personal pentru repunerea crucii dispărute pe mausoleul lui Vasile Adamachi din Cimitirul Eternitatea, la centenarul morții marelui filantrop ieșean etc.
Într-un interviu acordat în ianuarie 1992, el afirma: "...Dar Iașul este, cum spuneam, și un oraș al spiritualității românești. Aș spune chiar mai ales. În contextul culturii europene, orașul nostru beneficiază de trăsături proprii semnificative. Este aceasta un argument în plus al obligației noastre de a păstra și valorifica patrimoniul muzeistic local. Iar ideea de a sprijini și patrona organizarea unor tabere de sculptură, tabere de pictură, festivaluri de poezie, de teatru, de operă, ca și ideea creării unui colectiv de specialiști pentru analiza și promovarea integrării culturale, științifice și socio-economice a românilor de pe cele două maluri ale Prutului au în vedere reprezentarea noastră, a tuturor românilor, în prezentul și viitorul Europei" .
Primarul Emil Alexandrescu a murit subit la data de 4 martie 1992 în municipiul Iași, fiind înmormântat la Cimitirul Eternitatea din Iași.

## Prețuire postumă
În anul 1992, după decesul său, Consiliul Municipal Iași, ca semn de prețuire, a luat hotărârea de a denumi o stradă (Strada Dimineții) și stadionul municipal (anterior cunoscut ca Stadionul Copou) cu numele de "Emil Alexandrescu".
Printre documentele găsite în biroul primarului după decesul său a fost descoperit și un proiect de statut al unei asociații culturale. În acel proiect, primarul notase: "În ideea că Iașul a fost, este și va rămâne leagănul spiritualității românești, noi, Primăria orașului, cu un grup de oameni de bine, punem bazele Fundației "Prietenii Iașului" . Această fundație a fost înființată și inaugurată în Sala Mare a Primăriei Iași în luna iunie 1992, după decesul primarului, dându-i-se denumirea de Fundația Prietenii Iașului "Emil Alexandrescu", în semn de omagiu față de personalitatea fostului primar. Sediul Fundației este în Grădina Copou din Iași.